# Бунич (Хорватия)
Бунич (хорв. Bunić) — сельский населённый пункт в центральной Хорватии, муниципия Удбина Лицко-Сеньской жупании. Находится в исторической области Лика.

## История
После войны в Хорватии посёлок до августа 1995 года входил в состав самопровозглащённой Республики Сербская Краина. В ходе войны население Бунича значительно уменьшилось.

## Население
Согласно переписи населения 2001 года в посёлке проживало 136 человек, в основном сербы. Население постоянно уменьшается: в 1961 году в посёлке проживало 806 человек, в 1971-м — 638, в 1981-м — 407 и в 1991-м — 368.

## Экономика
Бунич — курорт.

## Достопримечательности
- Старинная католическая церковь Пресвятой Девы Марии.

## Известные уроженцы
- Раде Шербеджия — киноактёр.